# سدریک دوشن
سدریک دوشن (انگلیسی: Cédric Duchesne؛ زادهٔ ۱۲ اکتبر ۱۹۷۵) بازیکن فوتبال اهل فرانسه است.
از باشگاه‌هایی که در آن بازی کرده‌است می‌توان به باشگاه فوتبال نیم المپیک و باشگاه فوتبال کان اشاره کرد.